# Ràdio Banyoles
Ràdio Banyoles és una emissora de ràdio local fundada l'11 de març de 1991 a Banyoles. És una emissora pública, titularitat de l'Ajuntament de Banyoles. L'emissora emet per ona curta, al dial 107.3 FM, i cobreix bona part de la comarca del Pla de l'Estany, excepte els municipis de Sant Miquel de Campmajor, Serinyà, Esponellà i Crespià. Les emissions també es poden escoltar a través d'internet, a la web de l'emissora. La programació de l'emissora combina ràdio formula amb una vint-i-cinquena de programes editats i presentats pels col·laboradors, que participen en l'emissora com a voluntaris. Entre setmana, l'emissora també emet espais dedicats a la informació, amb tres programes de mitja hora de durada cada dia. La informació que cobreix el mitjà és d'àmbit local i comarcal.
L'any 2011, per commemorar els 20 anys de l'emissora, la Diputació de Girona va editar el llibre La Ràdio a Banyoles (1952-2011), que recull també la història d'altres iniciatives radiofòniques anteriors a l'actual, propietat de l'Ajuntament de Banyoles. El 2016, per celebrar 25 anys, Ràdio Banyoles va organitzar tres rutes radiofòniques (a peu, amb la Barca Tirona i amb Tren Pinxo) que resseguien la història de Banyoles i comarca mitjançant tres programes especials.